# عدنان حيدر
عدنان حيدر (مواليد 3 أغسطس 1989) هو لاعب كرة قدم لبناني يلعب حاليا لصالح نادي ستابك النرويجي والمنتخب اللبناني لكرة القدم في خط الوسط.
ولد حيدر في مدينة درامن النرويجية ونشأ في أوسلو. وفي عام 2008 وقع عقدا احترافيا مع فواليرينغا.

## مسيرته الدولية

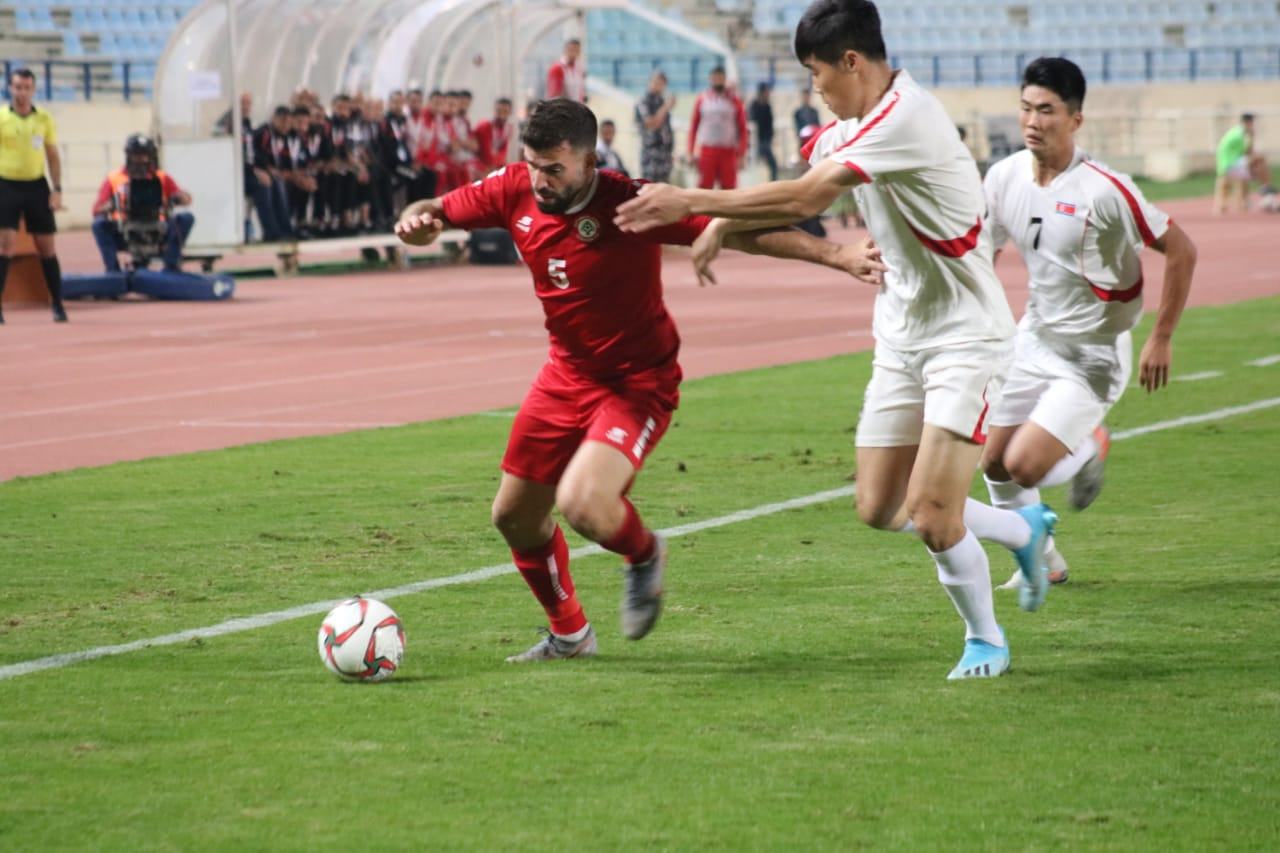
عدنان حيدر (يسار) مع منتخب لبنان ضد كوريا الشمالية في 2019

في أكتوبر 2012 اختار اللاعب تمثيل منتخب بلاده الأصلي. وسجل أول أهدافه الدولية أمام منتخب عمان يوم 8 ديسمبر 2012 ضمن بطولة اتحاد غرب آسيا 2012 في الكويت.

### أهدافه الدولية
| #  | موعد          | مكان                            | الخصم | نتيجة | حصيلة | المسابقة                             |
| -- | ------------- | ------------------------------- | ----- | ----- | ----- | ------------------------------------ |
| 1. | 8 ديسمبر 2012 | ملعب علي صباح السالم، الفروانية | عمان  | 0–1   | 0–1   | بطولة اتحاد غرب آسيا لكرة القدم 2012 |

## روابط خارجية
- عدنان حيدر على موقع قاعدة بيانات كرة القدم.إي يو (الإنجليزية)
- عدنان حيدر على موقع ناشيونال فوتبول تيمز (الإنجليزية)
- عدنان حيدر على موقع Soccerway.com (الإنجليزية)
- عدنان حيدر على موقع كووورة